# کوچیاوکووا گورکا
کوچیاوکووا گورکا (به لهستانی:  Kociałkowa Górka) یک روستا در لهستان است که در گمینا پوبیجسکا واقع شده‌است.
 کوچیاوکووا گورکا  ۴۱۰ نفر جمعیت دارد.